# Xã Wheatland, Quận Carroll, Iowa
Xã Wheatland (tiếng Anh: Wheatland Township) là một xã thuộc quận Carroll, tiểu bang Iowa, Hoa Kỳ. Năm 2010, dân số của xã này là 675 người.